# Мышевский, Серафим Порфирьевич
Серафим Порфирьевич Мышевский (5 апреля 1905, село Медвежье Брацловского уезда Подольской губернии — 6 февраля 1966) — советский капитан дальнего плавания, капитан-наставник Дальневосточного морского пароходства.

## Биография
Серафим Порфирьевич Мышевский родился 5 апреля 1905 года в селе Медвежье Немировской волости Брацловского уезда Подольской губернии в семье священника Порфирия Алексеевича Мышевского (1875—1937) и домохозяйки Ольги Трофимовны Мышевской (1879—1960).
В 1914—1918 годах учился в Казённой гимназии города Немиров Подольской губернии. В 1918—1920 годах учился в Казённой гимназии города Балта Подольской губернии. В 1920—1922 годах — учащийся Профагрошколы города Балта.
В 1923—1928 годах обучался в Одесском техникуме водных путей сообщения. За время учёбы совершил плавания в качестве палубного ученика на парусном судне «Красный призрак» (1925) и пароходе «Трансбалт» (1926—1927).
В составе экипажа парохода «Вацлав Воровский» прибыл на работу в Дальневосточное морское пароходство.
В 1929—1930 годах — красноармеец 6-го Хабаровского стрелкового полка, г. Благовещенск.
1930—1931 годы — второй помощник капитана парохода «Ставрополь».
В 1931—1934 годах старший помощник капитана на пароходах Дальневосточного морского пароходства: «Ставрополь», «Красный партизан», «Двина». В 1938 году за образцовое выполнение боевых заданий в период вооруженного конфликта СССР с Японией у озера Хасан был награжден орденом Красной Звезды.
В 1934—1948 годах капитан на пароходах «Двина», «Тифлис», «Кура», «Игарка», «Минск», «Находка», «Кронштадт» г. Владивосток.
В 1941—1945 годах в должности капитана пароходов «Игарка» и «Минск» участвовал в перевозках Ленд-лиза между портами СССР и союзников.
В 1948—1951 годах работал капитаном-наставником Дальневосточного морского пароходства. В 1951—1955 годах был капитаном турбоэлектрохода «Вячеслав Молотов». По итогам работы в первом квартале 1953 г. экипажу вручены вымпел Совет Министров СССР и первая Всесоюзная премия.

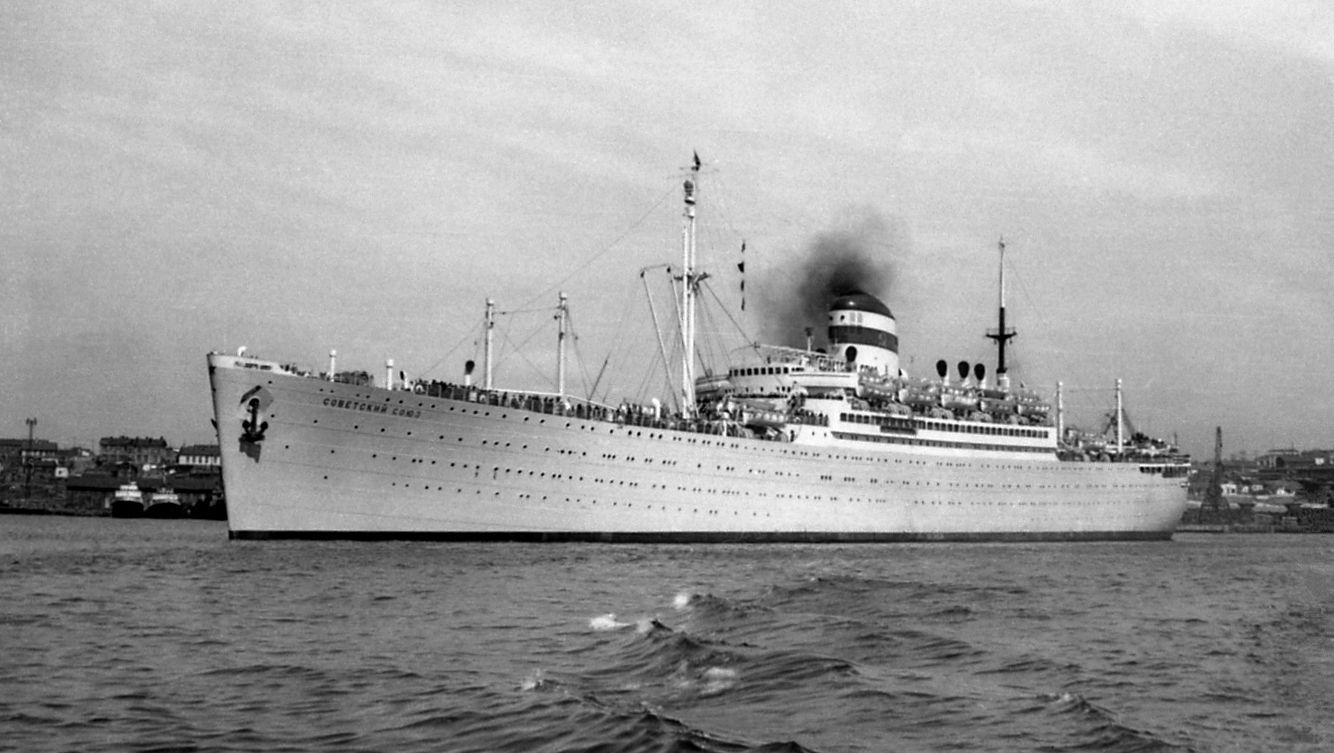
Пассажирский лайнер «Советский Союз» в бухте Золотой Рог, Владивосток, 1957 год

В ноябре 1956 года Серафим Порфирьевич Мышевский назначен капитаном-наставником на паротурбоход «Советский Союз». C марта до конца мая 1957 года «Советский Союз» под командованием капитана Артюха и капитана-наставника Мышевского обогнул Африку и пришёл во Владивосток. С мая 1957 по 1965 год Мышевский работал капитаном судна. Под его командой «Советский Союз» работал на экспрессной линии из Владивостока в Петропавловск-Камчатский до 1962 года.
В 1962—1966 годах был капитаном дизель-электрохода «Охотск». В октябре-декабре 1962 года вместе с экипажем этого судна капитан Мышевский принимал участие в секретной операции «Анадырь», когда судами Морского флота СССР была осуществлена переброска войск и техники на территорию Кубинской республики в ходе «Карибского кризиса».
Скончался 6 февраля 1966 года.

## Награды
- Орден Красной Звезды[3] за участие в операции в районе озера Хасан, 1938 г.[13]
- Орден Красного Знамени, 1942 г.
- Орден Отечественной Войны II степени
- Орден Отечественной Войны I степени, 1945 г.[4]
- Медаль «За победу над Германией в Великой Отечественной войне 1941—1945 гг.», вручена 21 февраля 1946 г.[13]
- Медаль «За победу над Японией», вручена 16 марта 1947 г.[13]
- Орден Трудового Красного Знамени, 1952 г.[13]
- Орден Ленина, 1954 г.[13]
- Орден Знак Почета, 1960 г.[14]

## Память

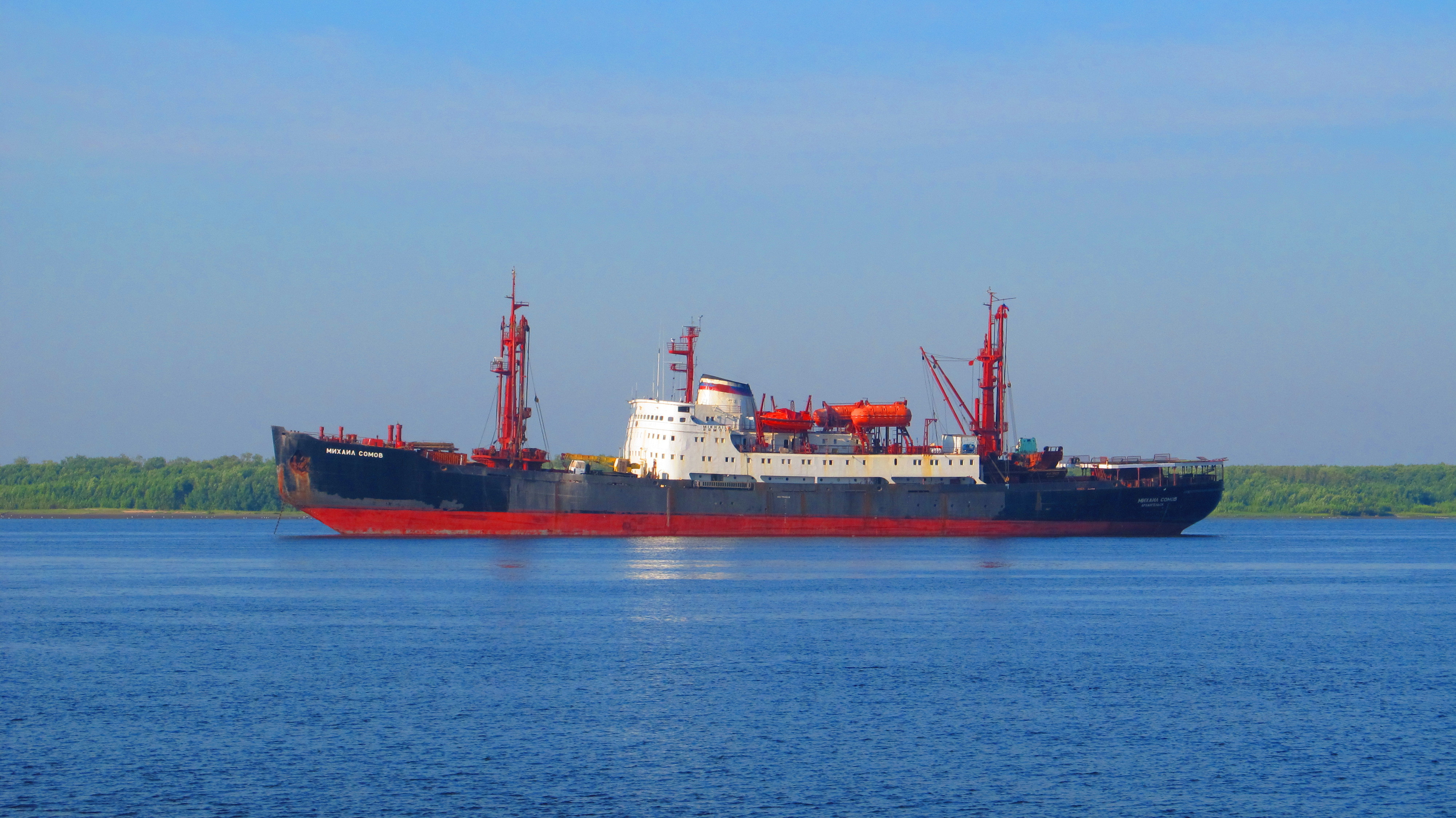
Дизель-электроход «Михаил Сомов», однотипный с кораблём «Капитан Мышевский»

3 мая 1967 года приказом Министра морского флота СССР строящемуся на Херсонском судостроительном заводе дизель-электроходу типа «Амгуэма» было присвоено наименование «Капитан Мышевский». Вступил в строй в апреле 1971 года. Списан в 1994 году.
В 2014 году личный архив капитана Мышевского был передан его дочерью, Галиной Серафимовной Мышевской, в собрание Музея морского флота.